# Shaban Polluzha
Shaban Mustafë Kastrati  (1871–21 de fevereiro de 1945), conhecido como Shaban Polluzha, foi um líder militar albanês do Kosovo e colaboracionista nazista ativo em Drenica durante a Segunda Guerra Mundial. Ele serviu na gendarmaria real albanesa e como comandante da milícia Vullnetari. Ele foi brevemente membro do Balli Kombëtar. Ele foi morto pelos guerrilheiros iugoslavos.

## Biografia
Shaban nasceu em Polluzha, na região de Drenica (atual Kosovo central). Ele veio de uma família de classe média e não foi educado, mas quando jovem envolveu-se na vida política, que lhe foi imposta pelas circunstâncias e injustiças dos regimes ocupantes. 

## Primeira e Segunda Guerra Mundial
Lutou contra os búlgaros e austríacos durante a Primeira Guerra Mundial, depois lutou pelo movimento Kaçak contra o Reino da Iugoslávia.  Em 1924 fez parte de uma unidade liderada por Azem Galica e cobriu a sua retirada para o território albanês depois de Galica ter sido ferido. 
Shaban Polluzha foi um dos comandantes mais famosos da área de Drenica durante a Segunda Guerra Mundial. Durante a Segunda Guerra Mundial, foi também comandante de uma parte da frente em Montenegro, Kolašin e Sandžak, onde se destacou pela organização e estratégia. Foi membro do Conselho Islihat (tribunal de paz) e por proposta de Miftar Bajraktari foi nomeado presidente do Islihat em Drenica.
Em 1941, Shaban Polluzha e sua família foram presos em Peje porque se opunham à cooperação com os italianos.  Inicialmente, Polluzha foi associado a Balli Kombëtar,  e durante a guerra manteve laços estreitos com o Movimento de Libertação Nacional Antifascista (Albânia) e com os Partisans Iugoslavos, acreditando na sua promessa de que o Kosovo receberia autodeterminação.   Por volta de dezembro de 1944, foram feitas tentativas de mobilizar à força os albaneses do Kosovo para o exército iugoslavo.  Shaban Polluzha tornou-se comandante da Brigada Drenica, fundada em dezembro de 1944 para apoiar a Sexta Brigada Albanesa.  
Em 7 de outubro, Shaban Polluzha com 60 de seus homens veio a Novi Pazar para ajudar as forças do prefeito colaboracionista da cidade, Aćif Hadžiahmetović, que tinha ambições de incorporar Novi Pazar à Grande Albânia. Durante a Batalha de Novi Pazar, Polluzha foi responsabilizado pelo comitê de defesa da cidade pelo fracasso da contra-ofensiva em Raška, já que seus homens estavam "apenas interessados em saquear". Ele deixou a cidade em 19 de dezembro. Mais tarde, ele foi preso em Mitrovica e seu saque foi confiscado. 
Após conversações com Fadil Hoxha no final de 1944, a brigada deveria seguir as ordens do comando jugoslavo e seguir para norte, para a frente na Síria.  No entanto, Polluzha estava muito hesitante e rejeitou a ordem, dizendo que queria ficar no Kosovo e defender a sua região natal de Drenica contra ataques aos albaneses por grupos Chetniks.  Sua força (cerca de 8.000 homens) foi então atacada por unidades partidárias iugoslavas em janeiro de 1945.  Estima-se que mais de 20.000 albaneses locais se juntaram a Polluzha, o líder da revolta anti-iugoslava; os combates em Drenica continuaram até março, e soldados (principalmente sérvios) destruíram quarenta e quatro aldeias ali.  Shaban Polluzha morreu em Tërstenik em 21 de fevereiro de 1945. Outra revolta de albaneses que se recusaram a deixar Kosovo eclodiu em Mitrovica em fevereiro de 1945.  As operações militares iugoslavas prosseguiram com a destruição da brigada Drenica; em março, a revolta foi esmagada e milhares de albaneses (soldados e civis) foram mortos.  
Os restos mortais da Sétima Brigada, bem como os novos recrutas, que foram recrutados de forma fraudulenta, dizendo-lhes que seriam enviados para a Albânia porque Hoxha os tinha chamado, foram reunidos em quartéis militares em Prizren, desarmados e ali feitos prisioneiros; este “foi o ponto de partida da saga que ficou conhecida como Tragédia de Bar” (ver massacre de Bar). 

## Legado
Ele foi condecorado postumamente como "Herói do Kosovo" pelo Primeiro-ministro da República do Kosovo, Hashim Thaçi em 2012. 